# Hokuto (Yamanashi)
Hokuto (jap. 北杜市 Hokuto-shi) ist eine Stadt in der Präfektur Yamanashi in Japan.

## Geographie
Hokuto liegt östlich von Matsumoto und westlich von Kōfu und Tokio.

## Geschichte
Die Gemeinde Hokuto entstand am 1. November 2004 aus dem Zusammenschluss mehrerer Gemeinden.

## Sehenswürdigkeiten
In Hokuto befindet sich mit der 2000-jährige Kirschbaum Yamataka Jindai Sakura.
In Hokuto befindet sich die Nakamura Keith Haring Collection in einem preisgekrönten Museumsgebäude, das 2007 vom Architekten Atsushi Kitagawara geschaffen wurde. Die Sammlung umfasst über 300 Kunstwerke sowie viele Dokumente von Keith Haring.

## Verkehr
- Straße:
  - Chūō-Autobahn
  - Nationalstraße 20, nach Tōkyō oder Shiojiri
  - Nationalstraße 141
- Zug:
  - JR Chūō-Hauptlinie, nach Tōkyō oder Nagoya
  - JR Koumi-Linie

## Angrenzende Städte und Gemeinden

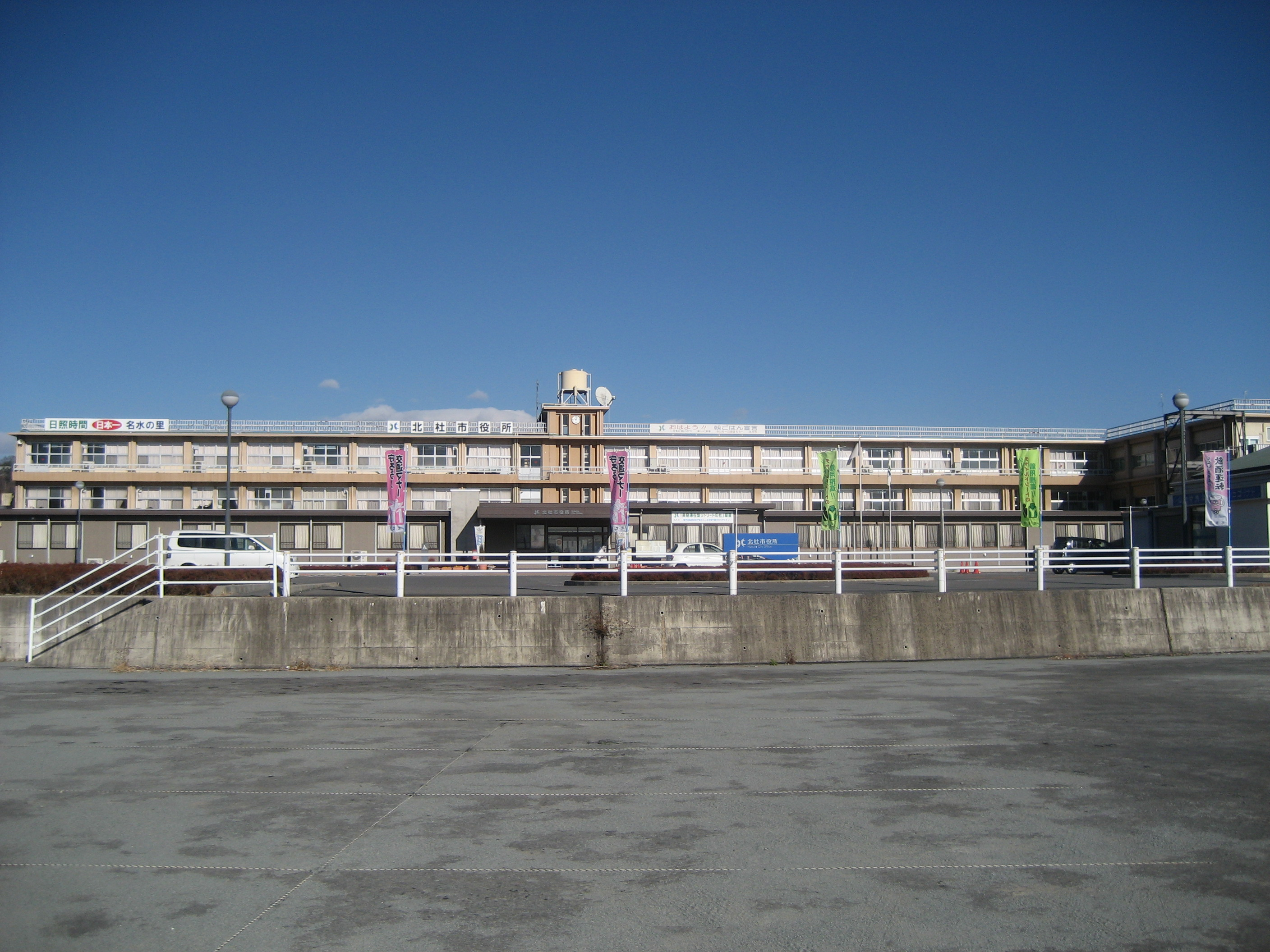
Rathaus

- Präfektur Yamanashi
  - Kōfu
  - Kai
  - Nirasaki
  - Minami-Alps
- Präfektur Nagano
  - Chino
  - Ina
  - Fujimi
  - Minamimaki
  - Kawakami